# 卡努奇 (喬治亞州)
卡努奇（英語：Canoochee）是位於美國喬治亞州伊曼紐爾縣的一個人口普查指定地區。

## 地理
卡努奇的座標為32°40′20″N 82°10′44″W / 32.67222°N 82.17889°W，而該地最高點為海拔高度108米（即354英尺）。

## 人口
根據2010年美國人口普查的數據，卡努奇的面積為6.22平方千米，當中陸地面積為6.10平方千米，而水域面積為0.12平方千米。當地共有人口71人，而人口密度為每平方千米11人。